# 恩菲爾德 (紐約州)
恩菲爾德（英語：Enfield）是一個位於美國紐約州湯普金斯縣的鎮。

## 人口
根據2020年美國人口普查的數據，恩菲爾德的面積為95.41平方千米，當中陸地面積為95.14平方千米，而水域面積為0.27平方千米。當地共有人口3401人，而人口密度為每平方千米36人。